# Dominique Nguyễn Văn Mạnh
Dominique Nguyễn Văn Mạnh (Cần Thơ, 12 agosto 1955) è un vescovo cattolico vietnamita, dal 14 settembre 2019 vescovo di Ðà Lat.

## Biografia

### Infanzia e formazione
Dominique Nguyễn Văn Mạnh è nato il 12 agosto 1955 a Cần Thơ, terzogenito di una devota famiglia cattolica originaria del Vietnam del Nord e poi rifugiatasi nel Vietnam del Sud con 8 figli.
Sentita fin da bambino la vocazione al sacerdozio, è entrato nel seminario minore Simon Hòa di Ðà Lat nel 1966 e successivamente ha frequentato il Collegio San Pio X sempre a Ðà Lat dove ha studiato filosofia e teologia fino al 1977. Per i successivi quattordici anni ha servito come volontario pastorale presso la parrocchia di Tân Thanh a Ðà Lat.

### Ministero sacerdotale
È stato ordinato presbitero il 29 maggio 1994 dal vescovo Barthélemy Nguyễn Sơn Lâm. Incardinatosi nella diocesi di Ðà Lat, è stato nominato vicario parrocchiale per la parrocchia di Tân Hóa a Bảo Lộc, incarico che ha mantenuto fino al 2003. È stato in seguito inviato a Roma per studiare presso la Pontificia Università Urbaniana, dove ha conseguito il dottorato in diritto canonico nel 2009. Tornato in Vietnam è stato nominato vicario giudiziale per la diocesi di Ðà Lat.

### Ministero episcopale
L'8 aprile 2017 papa Francesco lo ha nominato vescovo coadiutore di Ðà Lat. Ha ricevuto l'ordinazione episcopale il 31 maggio 2017 per l'imposizione delle mani del vescovo Antoine Vũ Huy Chương. 
Il 14 settembre 2019 è succeduto alla medesima sede.
Per la Conferenza episcopale del Vietnam ha ricoperto il ruolo di presidente del Comitato per la pastorale familiare dal 2019 al 2022 e poi rieletto per il secondo mandato lo stesso anno.

## Genealogia episcopale
La genealogia episcopale è:
- Cardinale Scipione Rebiba
- Cardinale Giulio Antonio Santori
- Cardinale Girolamo Bernerio, O.P.
- Arcivescovo Galeazzo Sanvitale
- Cardinale Ludovico Ludovisi
- Cardinale Luigi Caetani
- Cardinale Ulderico Carpegna
- Cardinale Paluzzo Paluzzi Altieri degli Albertoni
- Papa Benedetto XIII
- Papa Benedetto XIV
- Papa Clemente XIII
- Cardinale Marcantonio Colonna
- Cardinale Giacinto Sigismondo Gerdil, B.
- Cardinale Giulio Maria della Somaglia
- Cardinale Carlo Odescalchi, S.I.
- Cardinale Costantino Patrizi Naro
- Cardinale Lucido Maria Parocchi
- Papa Pio X
- Papa Benedetto XV
- Papa Pio XII
- Cardinale Eugène Tisserant
- Papa Paolo VI
- Arcivescovo Angelo Palmas
- Vescovo Pierre Nguyễn Huy Mai
- Vescovo Paul Nguyễn Văn Hòa
- Vescovo Antoine Vũ Huy Chương
- Vescovo Dominique Nguyễn Văn Mạnh